# Francisco Tabernilla Dolz
Francisco José Tabernilla Dolz (La Habana, 28 de enero de 1881 – Palm Beach, Estados Unidos, 22 de abril de 1972) fue un militar cubano, jefe de las fuerzas armadas de Cuba durante el régimen de Fulgencio Batista (1952-1959).
Realizó sus estudios en el La Salle Institute de Nueva York, en la Worcester Academy de Massachusetts y en la Louisiana State University, pero no terminó sus estudios de ingeniería. Fue miembro del servicio diplomático cubano y ocupó el puesto de vicecónsul en Halifax, Canadá, pero lo abandonó para ingresar en el Ejército Nacional de Cuba, graduándose en la  escuela de cadetes en el año 1917.

## Carrera militar
Teniente en el regimiento de artillería de la Fortaleza de San Carlos de la Cabaña (La Habana), se sumó al golpe de Estado del 4 de septiembre de 1933 que derrocó al presidente Carlos Manuel de Céspedes y Quesada. Vinculado luego estrechamente a Fulgencio Batista, fue ascendido a capitán y nombrado jefe del Regimiento 7 Máximo Gómez (Artillería), con sede en La Cabaña. En 1941 fue nombrado cuartelmaestre general del Ejército, y en 1942 fue ascendido a general de brigada. Pero, por su apoyo a Batista es retirado del Ejército a finales de 1944 durante el gobierno de Ramón Grau San Martín, exiliándose en Miami. Regresó a La Habana con su familia junto al expresidente y senador recién electo Fulgencio Batista en 1948.
Al producirse el Golpe de Estado del 10 de marzo de 1952 encabezado por Fulgencio Batista, se encargó de ocupar La Cabaña, su antiguo mando. Fue premiado por Batista al ser ascendido a mayor general y ocupó el cargo de jefe del Estado Mayor del Ejército, y a partir de 1957 asumió el cargo de jefe del Estado Mayor Conjunto al unificarse las tres armas (Ejército, Marina y Fuerza Aérea) con el grado de teniente general. En 1958 fue ascendido a general en jefe de las Fuerzas Armadas de Cuba. Desde sus altos cargos castrenses se enriqueció y potenció la carrera de sus tres hijos: Francisco Tabernilla Palmero, general de brigada y jefe de la División de Infantería del Campamento de Columbia en La Habana, brigadier Carlos “Winsy” Tabernilla, jefe de la Fuerza Aérea del Ejército, y Marcelo Tabernilla, coronel jefe del grupo táctico de la Fuerza Aérea, a quienes confirió condecoraciones y prerrogativas.
Ante el inminente triunfo de la Revolución cubana conspiró con el embajador estadounidense Earl E. T. Smith para derrocar a Batista y formar una junta militar, pero desistió de su plan. También intentó llegar a un acuerdo a espaldas del presidente Batista con el líder guerrillero Fidel Castro. Batista conoció de su traición pero no tomó represalias contra él. Firmó el 1 de enero de 1959 la renuncia de Batista junto con Anselmo Alliegro, en su carácter de presidente del Senado; el general de brigada Francisco Tabernilla Palmero; el teniente general Pedro Rodríguez Ávila, jefe del Ejército; el general de brigada Roberto Fernández Miranda, jefe del Departamento Militar de La Cabaña; el mayor general Luis Robaina Piedra, inspector general del Ejército; el mayor general Juan Rojas González, jefe de Logística; el almirante José N. Rodríguez Calderón, jefe de la Marina de Guerra; y el brigadier Pilar García García, jefe de la Policía Nacional.
Tabernilla y su familia huyeron de Cuba en la madrugada del 1 de enero de 1959 en el avión presidencial Guáimaro (no iba Batista) tripulado por sus hijos Carlos y Marcelo, que voló a Jacksonville, Florida, y se estableció con su familia en Estados Unidos, donde fallecería años después.